# 난밍구

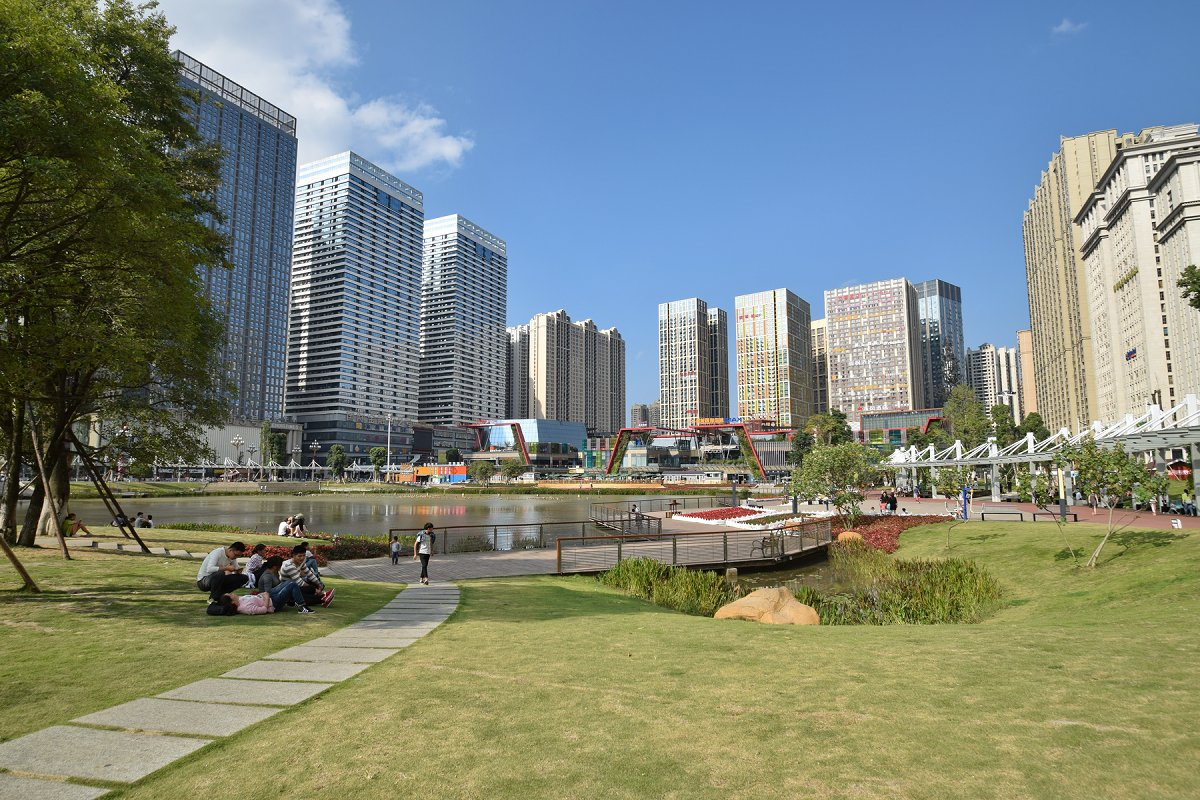

난밍구(한국어: 남명구, 중국어: 南明区, 병음: Nánmíng Qū)는 중화인민공화국 구이저우성 구이양 시의 현급 행정구역이다. 넓이는 209.34km2이고, 인구는 830,000명이다.

## 기후
연평균 기온은 15.3°C이고 연평균 강수량은 1200mm이다. 연일조시간은 1354시간이고 무상일수는 270일이다.

## 행정 구역
19개 사구, 3개 향, 1개 민족향을 관할한다.
- 사구:大南社区,太慈社区,西湖路社区,新华路社区,湘雅社区,市府路社区,河滨社区,兴关路社区,油榨社区,遵义路社区,沙冲路社区,二戈寨社区辖,中曹社区,中华南路社区,龙洞堡社区,见龙社区,沙南社区,水口寺社区,中南社区
- 향: 云关乡, 后巢乡, 永乐乡.
- 민족향: 小碧布依族苗族乡.